# Дружба (пещера, Свердловская область)
Дружба — пещера в Нижнесергинском районе Свердловской области России, на территории природного парка «Оленьи Ручьи», геоморфологический, ботанический и зоологический памятник природы регионального значения.

## Местоположение
Пещера Дружба находится на территории природного парка «Оленьи Ручьи», в правом борту Федотова лога, в 1,5 км от его устья (место выхода лога в долину реки Серги). Суммарная протяженность ходов составляет около 1000 метров. Долгое время она считалась самой длинной пещерой Свердловской области (до открытия новых пещер на севере региона).

## История
В XIX веке пещеру исследовал земский врач из города Нижние Серги А. В. Барановский, который и дал ей сегодняшнее название. Согласно составленному им описанию, главный вход в пещеру расположен на правом склоне Федотова лога, в 1,5 км от левого берега реки Серги, в 4 км на восток-юго-восток от Бажуково:
«Пещера эта находится на левом берегу реки Серги в 25 верстах от Нижне-Сергинского и в 12 верстах от Михайловского заводов. Имя ей дано первыми посетителями и написано у входа красной масляной краской.
Вход в пещеру совершенно открыт и очень пространен, образует как бы огромные отпертые ворота, за которыми видны обвалившиеся и висящие каменные глыбы.
Пещера образует длинный и извилистый коридор шириною в некоторых местах аршин в 10, в иных же коридор этот упадшими с потолка глыбами настолько суживается, что даже только одному человеку кое-как пройти возможно.
По обеим сторонам коридора находятся боковые камеры, имеющие вход не на уровне главного прохода, а несколько аршин выше.
Все они довольно опасны и при вышине в рост человека представляют пространство в несколько квадратных сажен. Вышина главного коридора доходит почти везде аршин 7 или 8, пол его находится на одном уровне на протяжении каких-нибудь 80 сажен, где углубляется колодцем.
Дно или пол пещеры покрыт толстым слоем наносной земли и щебня. В некоторых местах я пробовал снять верхний покров в надежде найти кости пещерных животных, но покров этот до того толст, что подобные исследования потребовали бы много времени и многих рук, потому пока оставил я эту статью неисследованной, обещая себе когда-нибудь, при более благоприятных обстоятельствах и соответственных приготовлениях произвести с этою целью исследования.
Коридор пещеры имеет направление с юго-востока на запад; температура в ней + 5 градусов, холод довольно ощутительный и трудно вообразить себе наслаждение, когда после долгого пребывания в подобной температуре выйдешь вдруг на свежий воздух: он кажется тогда очень теплым, приятным и благоухающим. Это как будто бы переход от смерти к полной и приятной жизни.
Дальше на восток от входа пещеры заметен обширный и очень глубокий провал. Провал этот, длиною более чем во 100 сажен, произошёл, кажется, единовременно с пещерой во время поднятия почвы, и единственная разница между ними та, что у провала не достает потолка».
Как отмечалось выше, в своем сообщении, опубликованном в трудах УОЛЕ (Уральское общество любителей естествознания), А. В. Барановский отмечает, что пещера до него уже посещалась людьми и кто-то у входа в пещеру оставил автограф, сделанный масляной краской, — Пещера Дружба. Сегодня автограф ещё виден под натеками извести и под ним можно разглядеть дату — 1870 год.
Первая схема пещеры составлена студентами Свердловского педагогического института — в 1958 году. Чуть позже, в 1963 году, карту пещеры создали спелеологи Свердловской городской спелеосекции (СГС), проведя полуинструментальную съемку пещеры. Заявленная длина ходов пещеры составляла 500 метров, что позволяло считать её самой длинной пещерой Свердловской области.
В 2020 году спелеологами СГС при содействии сотрудников Челябинского городского клуба спелеологов (ЧГКС) проведена повторная съемка пещеры. По результатам этих измерений длина пещеры Дружба составила свыше 1 километра.

## Описание
Суммарная протяженность ходов пещеры по состоянию на 2020 год составляет свыше 1000 метров.
В этой пещере можно выделить три этажа.
Вход в верхний этаж находится рядом с основным входом, слева в виде небольшого отверстия, в которое с трудом может протиснуться человек средней комплекции. Этот коридор проходит параллельно основному ходу и является самой древней частью пещеры.
На среднем этаже находятся три основных грота. Входной грот — грот Барановского.
Перед входом виден понор — место, где вода уходит под землю. Этот понор заполняется в паводок ручьем, текущим со склонов Бардымского хребта и в нижней части входного грота появляется в виде большого буруна, устремляясь вглубь пещеры, достигая глубины до 2 метров и более.
В нижней части грота Барановского глубина потока доходит до середины бедра.
Отметки паводкового уровня в средних гротах пещеры видны на стенах в виде мелкого лесного мусора, приносимого ручьем на высоте 2-х метров. Таким образом, в паводок пещера основательно промывается и стены гротов и коридоров из тысячелетия в тысячелетие шлифуются, что позволяет увидеть тонкую структуру известняка. Этот известняк представляет собой древний риф, протянувшийся от Нижнесергинского курорта до станции Михайловский завод, получивший у геологов название Аракаевский риф. Образовался он ещё в девонское время (300 млн лет тому назад) на восточной мелководной окраине древнего моря благодаря коралловым полипам и множеству других видов животных, имевших известковые скелеты. На отшлифованной водным потоком стене грота Слета спелеологов мы без труда можем рассмотреть фрагменты коралловых колоний двух родов: ругозы и табуляты, тела морских лилий, криноидей, похожих на крупных червей, раковины моллюсков и брахиопод, а также окаменелые останки других более мелких организмов. Палеонтологи определяют в этих обнажениях более 130 видов древних организмов.
Далее находится большой грот, пол которого поднимается влево и в конце подъёма практически смыкается с потолком.
Из этого грота можно попасть, следуя тремя разными путями, в грот Этажерка, получивший свое название, благодаря своей форме. Вытянутый по вертикали, он имеет как минимум три этажа. Нижний этаж — озеро, лучше сказать сифон, через который в паводок уходит ручей. Эта вода в конце концов, попадает в Сергу. Основная часть потока уходит в реку у скалы Писаница — шум этого ручья слышен в гроте, в нескольких метрах вверх по течению от наскальных рисунков.
Флора и фауна в пещере скудны — Солнце, проникает сюда только в предвходовую часть пещеры, и здесь обнаружены лишь накипные лишайники. Кроме того, в пещере зимуют летучие мыши.
Уровень воды в озёрах пещеры связан с таковым в реке Серга. В межень он поднимается на 8-9 метров, и пещера почти полностью затопляется. Главная галерея хорошо вентилируется и зимой промерзает, в левой же части температура воздуха круглый год держится на уровне 5-5,5 °C.